# Губернаторский сад (Петрозаводск)

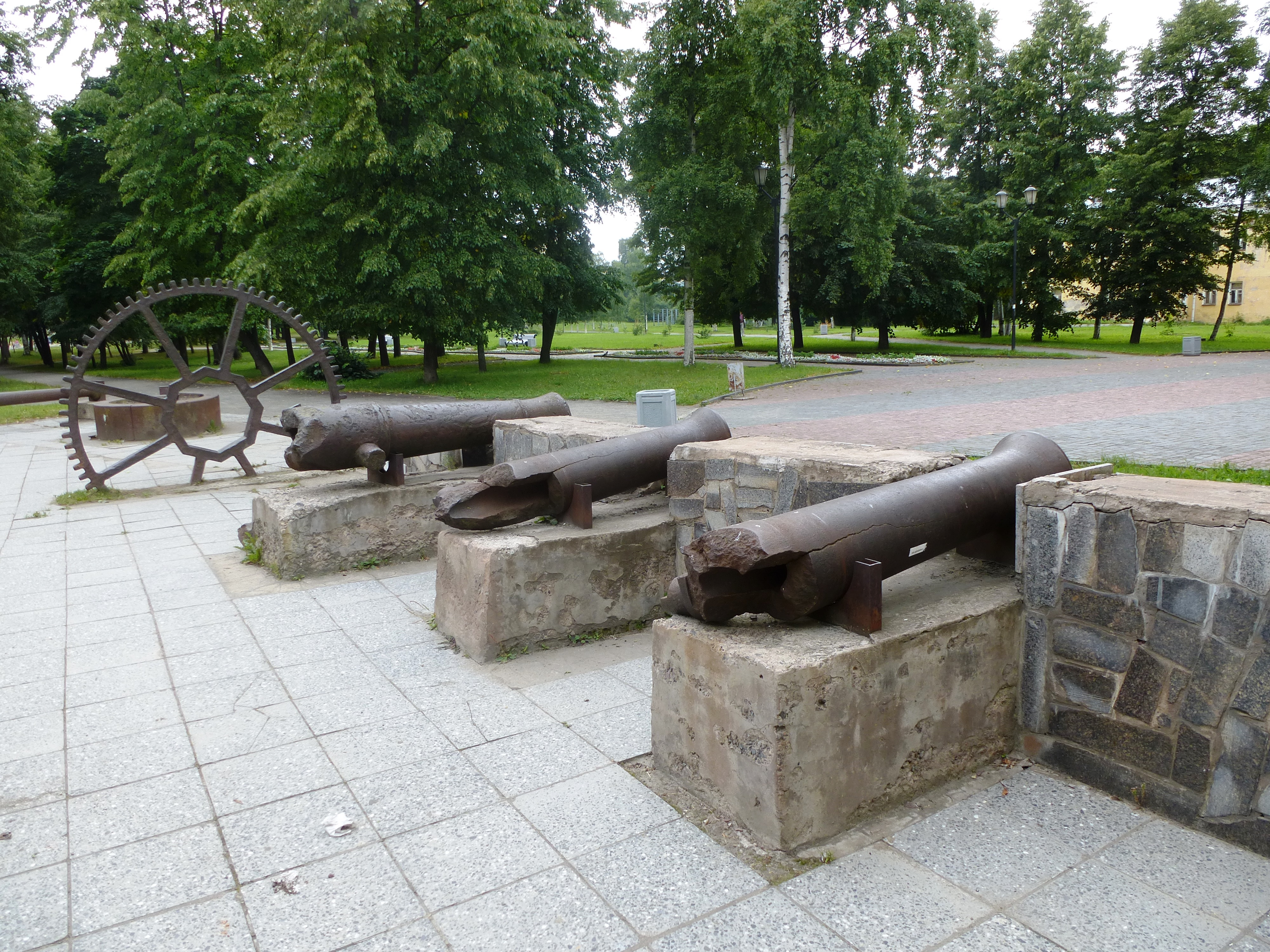
Пушки Александровского завода

Губернаторский сад (карел. Gubernuatoran sadu) — парк в городе Петрозаводске, памятник ландшафтной архитектуры, один из старейших парков города. Находится в историческом центре города, ограниченным улицами Герцена, Гоголя, Заводской линией и Закаменским переулком.

## История
Эта часть городской территории начала осваиваться одновременно со строительством ансамбля каменных административных зданий Круглой площади в конце XVIII века. Первоначально эта территория представляла собою хозяйственное подворье резиденции олонецкого губернатора и вице-губернатора. На подворье размещались конюшня, дровяной сарай, бани, каретник и другие хозяйственные постройки. Ко двору примыкал огород для выращивания картофеля и овощей, окружённый соснами.
При олонецком губернаторе Х. Х. Повало-Швыйковском началось облагораживание сада при губернаторском доме.
По распоряжению олонецкого губернатора В. Н. Муравьева в саду были разбиты дорожки, построены три беседки, устроены цветники. При губернаторе Н. П. Волкове в саду были разбиты клумбы и куртины, устроена оранжерея — десятигранная беседка со стеклянным потолком и высоким куполом (до нашего времени не сохранилась). Автор оранжереи — губернский архитектор В. В. Тухтаров.
Представлял собой пейзажный парк.
При оранжерее имелся садовник, ухаживавший за растениями. C 1855 года петрозаводский Общественный сад стал доступным для горожан парком.
5 августа 1873 года состоялось освящение Немецкой кирки, построенной на территории сада олонецкого Горного начальника.
К 1887 году Общественный сад был объединён с садом олонецкого Горного начальника, дом которого находился по соседству с резиденцией олонецкого губернатора.
В начале 1920-х годов парк получил имя парка Металлистов.
В марте 1929 года, на юго-восточной границе парка был открыт общественный культурно-просветительский центр —Дом крестьянина.
С середины 1930-х гг. парк именовался парком Машиностроителей. В 1935 г. парк был переоборудован в детский. В нём были открыты музыкальный, драматический и хоровой кружки, детская библиотека, клубы авиамоделистов и военно-морского дела, спортивные и оздоровительные площадки.
С 1937 года парк был передан в ведение Дворца пионеров и получил название Парк пионеров.
В 1938 г. появилась ограда парка, были установлены скульптуры, цветочные клумбы, расширена физкультурная площадка. Был построен летний кинотеатр, танцевальная площадка, игровые павильоны, установлены качели. Зимой в парке работал каток.
С 1970-х в центре парка находился бюст В. И. Ленина работы скульптора Лео Ланкинена. При реконструкции парка в 2002—2003 годах этот памятник был демонтирован и попал на хранение в запасники краеведческого музея.
С 2001 г. стал именоваться Губернаторский сад.
28 июня 2003 года в день празднования Дня города был установлен памятник Гавриилу Державину — первому гражданскому губернатору Олонецкой губернии (скульптор Вальтер Сойни, архитектор Эмиль Кулдавлетов). На церемонии открытия памятника присутствовал председатель Совета Федерации Сергей Миронов и руководители Республики Карелия. Бронзовая скульптура высотой 2,7 м была изготовлена на литейном заводе АО «Петрозаводскмаш», общая высота памятника с гранитным постаментом 4,5 м.
В 2003 году, к 300-летию основания города, проведена реконструкция сада под руководством архитекторов Е. и С. Ициксон, В. Куспак и дендролога А. Лантратовой. Установлены стилизованные под старину фонари, скамейки, разбиты клумбы с цветами. Центральная дорожка была вымощена брусчаткой из шокшинского малинового кварцита, а также установлены кованая ограда и оформлены входные ворота со стороны нынешней улицы Заводская Линия.
На территории парка имеются старейшие деревья Петрозаводска — 3 двухсотлетние лиственницы.
В саду зимой заливался каток.

## Экспозиция под открытым небом
Возле входных ворот сада со стороны площади Ленина расположена экспозиция по истории промышленности в Петрозаводске Национального музея Республики Карелия — пушки «Александровского завода», «чугунный колесопровод», тавровая балка литейного цеха, шестерня сверлильного цеха и другие.